# Alessio Sakara
Alessio Sakara (Roma, 2 settembre 1981) è un artista marziale misto, conduttore televisivo e attore italiano.
È stato il primo italiano a competere nella promozione statunitense UFC, benché la Pride all'epoca fosse da tutti considerata la più prestigiosa promozione in assoluto. Lottò in UFC dal 2005 al 2013 sia nella divisione dei pesi medi che in quella dei pesi mediomassimi con un record parziale di sei vittorie e otto sconfitte. È uno degli atleti europei più longevi per quanto riguarda l'esperienza in UFC in termini di tempo.
A inizio carriera ha lottato in eventi di alcune organizzazioni di rilievo nazionale e continentale come Resa dei Conti, la britannica Cage Warriors, la russa M-1 Global e la brasiliana Jungle Fight.
Per il sito specializzato FightMatrix.com, che basa la sua classifica su un algoritmo che tiene conto dei risultati dei singoli atleti, Sakara è il novantaquattresimo massimo leggero più forte al mondo.
Vanta anche un record da pugile professionista di otto vittorie e una sconfitta.

## Caratteristiche tecniche
Sakara può vantare una boxe pulita di buon livello per tecnica e stile e i suoi incontri sono spesso spettacolari, tant'è che molte sue vittorie sono venute per KO.
Benché faccia uso prevalentemente dello striking, Sakara è cintura nera di jiu jitsu brasiliano, ottenuta dopo la vittoria contro Thales Leites.
Di contro talvolta non sembra assorbire bene i colpi degli avversari, con diverse sconfitte per knock-out a testimoniarlo.

## Carriera nelle arti marziali miste

### Inizi
Alessio Sakara cresce a Pomezia, nella provincia di Roma. All'età di cinque anni inizia a giocare a calcio, nel ruolo di centrocampista. Si rende presto conto di dover imparare a difendersi sul campo da gioco, quindi, all'età di undici anni, inizia a praticare anche la boxe: come risultato ottiene sette ammonizioni e un'espulsione in un singolo campionato. Abbandona quindi il calcio e comincia a coltivare la sua passione per il pugilato.
Due anni dopo partecipa al suo primo torneo, dal quale esce vittorioso, conquistando la medaglia d'oro. Dopo tre vittorie consecutive al campionato pugilistico regionale arriva al titolo italiano, ma a causa di sentite difficoltà economiche si vede costretto a lasciare la nobile arte e trovare lavoro. Nonostante ciò, in una palestra vicino a casa pratica il Sanda, riesce a conquistare il titolo italiano professionisti e arriva secondo ai mondiali.
A diciotto anni, seguendo il consiglio di un amico, parte per la Colombia, dove disputa quattro match di boxe che si concludono con tre vittorie e una sconfitta. Presa la decisione di stabilirsi nel paese sudamericano arriva la cartolina dall'Italia del precetto militare, quindi torna nel proprio paese.
Durante il breve soggiorno, Alessio trova lavoro come addetto alla sicurezza di una discoteca e viene a conoscenza dello sport delle arti marziali miste, grazie a un amico che gli mostra la videocassetta del primo torneo UFC della storia. Una sera, durante le ore di lavoro, ha la fortuna di incontrare il brasiliano Roberto Almeida, che poi diventerà il suo primo maestro di arti marziali miste (MMA).
Il primo match di vale tudo per Sakara finisce al meglio per lui e inizia quindi a competere a livelli europei ottenendo ottimi risultati.
Alessio decide di pagarsi un viaggio di sei mesi in Brasile. Trascorso questo periodo sente la necessità di ritornare, quindi vende la sua moto e si trasferisce nuovamente nella terra del jiu jitsu brasiliano (BJJ). Qui impara molto, dal modo di combattere alla vita del fighter, e si allena con i fratelli Nogueira e Ricardo Della Riva, che gli conferisce la cintura viola.

### Ultimate Fighting Championship
Nel 2005 Alessio Sakara è il primo italiano a competere nella prestigiosa UFC, in un match contro l'americano Ron Faircloth. L'incontro è dominato dal Legionarius fino all'inizio del 2º round, quando Faircloth lo colpisce con un calcio illegale nei genitali. Alessio rimane a terra e il dolore ai testicoli lo costringe a ritirarsi dal combattimento, che viene dichiarato un No Contest.
Nel 2006 si trasferisce nuovamente, stavolta negli Stati Uniti, dove ha modo di allenarsi con Marco Ruas, che gli conferisce la cintura marrone.
Il 2008 è l'anno della svolta per Alessio, che viene selezionato e invitato ad entrare nell'American Top Team, uno dei team più importanti del mondo della MMA. A marzo dello stesso anno decide di scendere di categoria, passando dai massimi leggeri (93 kg) ai pesi medi (84 kg) e combatte, perdendo, il primo match in questa categoria con Chris Leben; a settembre si batte invece con Joe Vedepo vincendo per K.O. al primo round con un perfetto High Kick.
Torna finalmente nell'ottagono ad agosto 2009 vincendo l'incontro con Thales Leites. Sakara vince grazie ad un'attenta strategia e ad un elaborato game plan; inoltre, nelle fasi di lotta a terra, mostra un ottimo Jiu Jitsu, riuscendo ad eludere i takedowns del brasiliano e svincolandosi ogni volta finiti al suolo. Dopo questa vittoria ad Alessio è stata conferita la cintura nera in jiu jitsu brasiliano. Nel 2010 combatte contro James Irvin, sconfiggendolo per KO tecnico alla prima ripresa con un Hammer Fist all'occhio. Dopo questo combattimento Sakara raggiunge la quattordicesima posizione nel ranking mondiale dei pesi medi di MMA.
Nel 2012 Sakara combatte contro Brian Stann, al tempo un top 10 della categoria dei pesi medi, e viene sconfitto per KO durante la prima ripresa.
Nell'incontro successivo è chiamato a sfidare il franco-canadese Patrick Côté a Montréal, dove l'avversario poteva contare sul tifo del suo pubblico: contro un avversario munito di pugno da KO e mento granitico Sakara stupisce riuscendo a stendere il canadese prima con una gomitata e poi con una serie di pugni alla testa; molti dei pugni sferrati dall'italiano nell'intento di finire l'avversario colpirono la nuca, parte della testa che da regolamento non può essere percossa, e l'arbitro Miragliotta, nonostante durante il combattimento non interrompesse Sakara e non lo redarguisse per i colpi scorretti, decise di squalificare l'italiano a match concluso. Si trattò della terza sconfitta consecutiva per Sakara, la cui ultima vittoria risaliva al 21 marzo 2010.
Successivamente all'incontro Alessio e il suo manager Lex McMahon si appellarono alla commissione del Québec nel tentativo di far cambiare il risultato dell'incontro in un no contest, ma la commissione respinse il ricorso ritenendo la decisione arbitrale "finale e inappellabile".
Nel novembre 2012 firma un nuovo contratto con l'UFC valido per cinque incontri. A marzo 2013 avrebbe dovuto affrontare nuovamente Côté ma venne bloccato da un problema ai reni e nel frattempo il suo avversario scese nella categoria dei pesi welter.
Dopo alcuni problemi ai reni (che lo tennero lontano dalla gabbia per diversi mesi) e dopo aver partecipato alla seconda edizione del programma televisivo Pechino Express, nell'ottobre 2013 avrebbe dovuto affrontare Tom Watson, ma l'inglese diede forfait a causa di un infortunio e venne sostituito con lo svedese Magnus Cedenblad, il quale fu vittima anch'egli di un infortunio e alla fine ad accettare la sfida fu il debuttante Nico Musoke, il quale generalmente lottava nei pesi welter: Sakara venne sconfitto per sottomissione al primo round.
Nel dicembre 2013 venne ufficializzato il suo licenziamento dalla promozione: Sakara concluse così una carriera in UFC che durava da ben otto anni, chiudendo con un record parziale nell'organizzazione di 6-8 e un no contest (3-3 nei pesi mediomassimi, 3-5 nei pesi medi) e lasciando la federazione priva di atleti italiani; data la difficoltà per Sakara nel tagliare il peso per rientrare nella divisione dei pesi medi, l'atleta romano prende la decisione di tornare a competere nei massimi leggeri.

### Final Fight Championship
Nel 2014 entra a far parte del roster dei mediomassimi della promozione croata Final Fight Championship, la quale organizzava eventi che prevedevano sia incontri di MMA con regolamento Pride che incontri di kickboxing con regolamento K-1.
Sakara avrebbe dovuto esordire il 31 ottobre a Parenzo contro il polacco Maciej Browarski (record 11-6), ma successivamente il match venne spostato a dicembre come parte di un altro evento a Vienna: in un incontro dominato sin dall'inizio, in seguito ad un gancio sinistro subì la rottura del tendine del bicipite e dovette dichiarare la resa.
Il 18 settembre 2015, all'evento FFC 19 nella città di Linz, Sakara affronta il libanese naturalizzato tedesco Dib Akil (record 2-2), vincendo per KO tecnico al primo round dopo che il suo avversario si infortuna una mano.

### Bellator MMA
Il 27 novembre viene annunciata la firma di Sakara per la promozione Bellator MMA.
Ad aprile del 2016 Alessio debutta affrontando l'americano Brian Rogers all'evento Bellator 152, organizzato per la prima volta in Italia. A metà del secondo round, Alessio va a segno con un gancio destro che stordisce pesantemente Rogers e con un diretto destro pone fine all'incontro per KO.
Il 10 dicembre affronta, al suo secondo incontro in Bellator, Joey Beltran nel main event di Bellator 168. Sakara ottiene la vittoria per KO al primo round.
Il 27 aprile 2017 annuncia che affronterà Rafael Carvalho per il titolo dei pesi medi il 9 dicembre, tornando così a combattere nella categoria dei pesi medi dopo quattro anni di assenza. L'incontro si conclude con la sconfitta di Sakara per KO alla prima ripresa.
In concomitanza con Bellator 211, Sakara annuncia che diventerà ufficialmente il rappresentante delle MMA italiane e talent scout presso la promotion per cui combatte. Il legionario affronta l’inglese Kent Kauppinen, lottatore di livello non altissimo.Perdendo tuttavia per ko alla prima ripresa. E palesando ancora una volta la tendenza di Sakara ad essere esposto più di altri al ko. Tutto l’incasso della serata viene versato in beneficenza alle vittime del crollo del ponte Morandi, nella città di Genova.
In un'intervista pubblicata ad aprile 2020, Sakara apre ad un ritorno sul ring, per vivere un'ultima nottata da pugile, ma solo per un'occasione benefica e una volta ritirato dalle MMA.

## Risultati nel pugilato
| Risultato | Record | Avversario               | Metodo     | Data             | Round  | Città         | Note   |
| --------- | ------ | ------------------------ | ---------- | ---------------- | ------ | ------------- | ------ |
| Vittoria  | 8-1    | Tomáš Mrázek             | Punti      | 9 maggio 2009    | 6      | Italia        |        |
| Vittoria  | 7-1    | Andreas Guenther         | KO         | 14 marzo 2009    | 5 (6)  | Italia        |        |
| Vittoria  | 6-1    | Nabil Haciani            | Punti      | 26 dicembre 2006 | 6      | Italia        |        |
| Sconfitta | 5-1    | Jean Marc Monrose        | KO         | 8 luglio 2005    | 5 (10) | Lazio, Italia | [ 15 ] |
| Vittoria  | 5-0    | Fernando Martinez        | Ko tecnico | 6 giugno 2005    | 3 (6)  | Brasile       |        |
| Vittoria  | 4-0    | Florin Constandache Ilie | Ko tecnico | 14 maggio 2005   | 2 (6)  | Italia        |        |
| Vittoria  | 3-0    | Imre Gergely             | Ko tecnico | 30 aprile 2005   | 3 (6)  | Italia        |        |
| Vittoria  | 2-0    | Valentin Marinel         | Ko tecnico | 19 maggio 2005   | 3 (6)  | Italia        |        |
| Vittoria  | 1-0    | Ubiracy Santos Lima      | Ko tecnico | 30 agosto 2004   | 4 (6)  | Brasile       |        |

## Risultati nelle arti marziali miste
| Risultato  | Record    | Avversario        | Metodo                           | Evento                                 | Data              | Round | Tempo | Città                    | Note                                     |
| ---------- | --------- | ----------------- | -------------------------------- | -------------------------------------- | ----------------- | ----- | ----- | ------------------------ | ---------------------------------------- |
| Vittoria   | 25-13 (2) | Canaan Grigsby    | KO Tecnico (pugni)               | Bellator 230                           | 12 ottobre 2019   | 1     | 0:23  | Milano, Italia           |                                          |
| Sconfitta  | 24-13 (2) | Kent Kauppinen    | KO (Pugno)                       | Bellator 211                           | 1 dicembre 2018   | 1     | 1:10  | Genova, Italia           |                                          |
| Vittoria   | 24-12 (2) | Jamie Sloane      | KO Tecnico (Pugni)               | Bellator 203                           | 14 luglio 2018    | 1     | 1:19  | Roma, Italia             | Ritorna ai mediomassimi                  |
| Sconfitta  | 23-12 (2) | Rafael Carvalho   | KO (pugni e gomitata)            | Bellator 190                           | 9 dicembre 2017   | 1     | 0:45  | Firenze, Italia          | Per il titolo dei pesi medi Bellator MMA |
| Vittoria   | 23-11 (2) | Joey Beltran      | KO (pugni)                       | Bellator CLXVIII                       | 10 dicembre 2016  | 1     | 1:20  | Firenze, Italia          |                                          |
| Vittoria   | 22-11 (2) | Brian Rogers      | KO (pugni)                       | Bellator CLII                          | 16 aprile 2016    | 2     | 2:29  | Torino, Italia           | Debutto in Bellator MMA                  |
| Vittoria   | 21-11 (2) | Dib Akil          | KO Tecnico (infortunio)          | Final Fight Championship 19            | 18 settembre 2015 | 1     | 2:27  | Linz, Austria            |                                          |
| No Contest | 20-11 (2) | Maciej Browarski  | No Contest (infortunio)          | Final Fight Championship 16            | 6 dicembre 2014   | 1     | 3:20  | Vienna, Austria          | Debutto in FFC pesi mediomassimi         |
| Sconfitta  | 20-11 (1) | Nico Musoke       | Sottomissione (armbar)           | UFC Fight Night: Machida vs. Muñoz     | 26 ottobre 2013   | 1     | 3:07  | Manchester, Regno Unito  |                                          |
| Sconfitta  | 20-10 (1) | Patrick Côté      | Squalifica (pugni alla nuca)     | UFC 154: St-Pierre vs. Condit          | 17 novembre 2012  | 1     | 1:26  | Montréal, Canada         |                                          |
| Sconfitta  | 20–9 (1)  | Brian Stann       | KO (pugni)                       | UFC on Fuel TV: Gustafsson vs. Silva   | 14 aprile 2012    | 1     | 2:26  | Stoccolma, Svezia        |                                          |
| Sconfitta  | 20–8 (1)  | Chris Weidman     | Decisione (unanime)              | UFC Live: Sanchez vs. Kampmann         | 3 marzo 2011      | 3     | 5:00  | Louisville, Stati Uniti  |                                          |
| Vittoria   | 20–7 (1)  | James Irvin       | KO Tecnico (pugno)               | UFC Live: Vera vs. Jones               | 21 marzo 2010     | 1     | 3:01  | Broomfield, Stati Uniti  |                                          |
| Vittoria   | 19–7 (1)  | Thales Leites     | Decisione (non unanime)          | UFC 101: Declaration                   | 8 agosto 2009     | 3     | 5:00  | Filadelfia, Stati Uniti  |                                          |
| Vittoria   | 18–7 (1)  | Joe Vedepo        | KO (calcio alla testa)           | UFC Fight Night: Diaz vs. Neer         | 17 settembre 2008 | 1     | 1:27  | Omaha, Stati Uniti       | Knockout of the Night                    |
| Sconfitta  | 17–7 (1)  | Chris Leben       | KO Tecnico (pugni)               | UFC 82: Pride of a Champion            | 1 marzo 2008      | 1     | 3:16  | Columbus, Stati Uniti    | Passa ai pesi medi                       |
| Vittoria   | 17–6 (1)  | James Lee         | KO (pugni)                       | UFC 80: Rapid Fire                     | 19 gennaio 2008   | 1     | 1:30  | Newcastle, Regno Unito   |                                          |
| Sconfitta  | 16–6 (1)  | Houston Alexander | KO Tecnico (ginocchiata e pugni) | UFC 75: Champion vs. Champion          | 8 settembre 2007  | 1     | 1:01  | Londra, Regno Unito      |                                          |
| Vittoria   | 16–5 (1)  | Victor Valimaki   | KO (pugni)                       | UFC 70: Nations Collide                | 21 aprile 2007    | 1     | 1:44  | Manchester, Regno Unito  |                                          |
| Sconfitta  | 15–5 (1)  | Drew McFedries    | KO Tecnico (pugni)               | UFC 65: Bad Intentions                 | 18 novembre 2006  | 1     | 4:07  | Sacramento, Stati Uniti  |                                          |
| Sconfitta  | 15–4 (1)  | Dean Lister       | Sottomissione (triangolo)        | UFC 60: Hughes vs. Gracie              | 27 maggio 2006    | 1     | 1:20  | Los Angeles, Stati Uniti |                                          |
| Vittoria   | 15–3 (1)  | Elvis Sinosic     | Decisione (unanime)              | UFC 57: Liddell vs. Couture 3          | 4 febbraio 2006   | 3     | 5:00  | Las Vegas, Stati Uniti   |                                          |
| No Contest | 14–3 (1)  | Ron Faircloth     | No Contest (colpo all'inguine)   | UFC 55: Fury                           | 7 ottobre 2005    | 2     | 0:10  | Uncasville, Stati Uniti  | Debutto in UFC                           |
| Vittoria   | 14–3      | Frank Amaugou     | Decisione (unanime)              | King of the Ring                       | 19 febbraio 2005  | 2     | 5:00  | Milano, Italia           |                                          |
| Vittoria   | 13–3      | Tihamer Brunner   | KO Tecnico                       | Ring Fight                             | 20 novembre 2004  | -     | -     | Bergamo, Italia          |                                          |
| Sconfitta  | 12–3      | Assuerio Silva    | Decisione (unanime)              | Jungle Fight 3                         | 23 ottobre 2004   | 3     | 5:00  | Manaus, Brasile          |                                          |
| Vittoria   | 12–2      | Eduardo Maiorino  | KO                               | Real Fight 1                           | 30 luglio 2004    | 1     | 0:30  | Rio de Janeiro, Brasile  |                                          |
| Vittoria   | 11–2      | Yeon Jung         | KO (pugni)                       | WXF: X-Impact World Championships 2003 | 3 dicembre 2003   | 1     | 2:02  | Seul, Corea del Sud      |                                          |
| Vittoria   | 10–2      | Rafael Tatu       | KO Tecnico (stop medico)         | Meca World Vale Tudo 9                 | 1º agosto 2003    | 2     | 4:18  | Rio de Janeiro, Brasile  |                                          |
| Vittoria   | 9–2       | Damien Riccio     | Decisione                        | Martial Arts Day                       | 11 maggio 2003    | 2     | 6:00  | Roma, Italia             |                                          |
| Vittoria   | 8–2       | David Mortelette  | KO Tecnico (pugni)               | Resa Dei Conti 6                       | 20 dicembre 2002  | 1     | 1:12  | Livorno, Italia          |                                          |
| Sconfitta  | 7–2       | Roman Zentsov     | Decisione (unanime)              | M-1 MFC: Russia vs. the World 4        | 15 novembre 2002  | 2     | 5:00  | San Pietroburgo, Russia  |                                          |
| Sconfitta  | 7–1       | Simon Holmes      | Sottomissione (rear naked choke) | Cage Warriors 1: Armageddon            | 27 luglio 2002    | 1     | 4:50  | Londra, Regno Unito      | Torneo Cage Warriors 1, Finale           |
| Vittoria   | 7–0       | Adam Woolmer      | Sottomissione (kimura)           | Cage Warriors 1: Armageddon            | 27 luglio 2002    | 1     | 0:21  | Londra, Regno Unito      | Torneo Cage Warriors 1, Semifinale       |
| Vittoria   | 6–0       | Mastioli          | Sottomissione (armbar)           | Fight Night                            | 21 giugno 2002    | 1     | 0:20  | Pomezia, Italia          |                                          |
| Vittoria   | 5–0       | Di Clementi       | KO                               | Fight Night                            | 21 giugno 2002    | 1     | 0:13  | Pomezia, Italia          |                                          |
| Vittoria   | 4–0       | Carlo De Souza    | KO                               | Vale Tudo                              | novembre 2001     | 1     | 12:23 | Duque de Caxias, Brasile |                                          |
| Vittoria   | 3–0       | Rinaldi           | Resa                             | Vale Tudo                              | 8 settembre 2001  | 1     | 7:12  | Duque de Caxias, Brasile |                                          |
| Vittoria   | 2–0       | Mastrodi          | Sottomissione (armbar)           | FN - Fight Night                       | 21 giugno 2002    | 1     | 0:20  | Pomezia, Italia          |                                          |
| Vittoria   | 1–0       | Di Clementi       | KO                               | FN - Fight Night                       | 21 giugno 2002    | 1     | 0:13  | Pomezia, Italia          |                                          |

## Sakara nei media

### Televisione
Dal 29 agosto 2013 venne trasmesso sul canale DMAX il documentario Sakara il Legionario, totalmente dedicato alla vita di Alessio, sia dentro che fuori dalla gabbia; tra giugno e luglio del 2014 sempre su DMAX andò in onda un secondo documentario dal nome Sakara back to Brazil riguardante il ritorno di Sakara nel paese dove iniziò ad apprendere le MMA e che ha dato origine a tale disciplina sportiva, mentre dal 26 novembre ed il 6 dicembre 2014 trasmisero Sakara the Fighter ovvero un documentario sulla preparazione di Sakara al match di debutto in FFC. Per la stessa rete ha condotto Il più forte insieme a Martin Castrogiovanni, con il quale è stato co-conduttore di Tú sí que vales insieme anche a Belén Rodríguez su Canale 5.
Nel settembre 2013 Alessio partecipò alla seconda edizione del reality show italiano Pechino Express, in coppia con Stefano Venturini; entrambi vennero successivamente eliminati nel corso della quarta puntata.
Sakara fece da conduttore anche nel varietà Fattore Alfa, in onda su Rai 2 a partire dal 27 settembre 2014.
Nel marzo 2016 è stato un ospite nel programma C'è posta per te, in onda su Canale 5 con la conduzione di Maria De Filippi.

### Videogiochi
Alessio Sakara è presente nel roster dei pesi medi del videogioco di MMA UFC Undisputed 3, sviluppato dalla Yuke's e pubblicato dalla THQ nel 2012 per le console PlayStation 3 e Xbox 360: in tal gioco non è subito incluso tra i personaggi selezionabili, bensì è tra i contenuti aggiuntivi scaricabili.
Il 23 febbraio 2013 Sony PlayStation ha annunciato il lancio del progetto #EndlessPlay, un social blog che vuole raccontare le esperienze che ruotano intorno a PS4, la nuova console di Sony. Tra gli sponsee italiani scelti per la promozione del progetto c'è anche Alessio Sakara, considerato "l'alfiere italiano delle MMA".

## Filmografia

### Cinema
- Anche senza di te, regia di Francesco Bonelli (2018)
- Arrivano i prof, regia di Ivan Silvestrini (2018)
- The Cage - Nella gabbia, regia di Massimiliano Zanin (2023)

#### Televisione
- Il Santone -#lepiubellefrasidiOscio

## Programmi televisivi
- Pechino Express 2 (Rai 2, 2013)
- Sakara: Il Legionario (DMAX, 2013)
- Il più forte (DMAX, 2016)
- Tú sí que vales (Canale 5, dal 2017)